# Giro della Provincia di Reggio Calabria 2011
Il Giro della Provincia di Reggio Calabria 2011, sessantaquattresima edizione della corsa, valevole come prova dell'UCI Europe Tour 2011 categoria 2.1, si è svolta in tre tappe dal 28 al 30 gennaio 2011 per un percorso totale di 531,1 km con partenza da Melito di Porto Salvo e arrivo a Reggio Calabria. È stata vinta dall'italiano Daniele Pietropolli, della Lampre-ISD, che ha concluso in 13h52'54", alla media di 38,151 km/h.
Al traguardo di Reggio Calabria 94 ciclisti portarono a termine il giro.

## Tappe
| Tappa  | Data       | Percorso                          | km    | Vincitore di tappa  | Leader cl. generale |
| ------ | ---------- | --------------------------------- | ----- | ------------------- | ------------------- |
| 1ª     | 28 gennaio | Melito di Porto Salvo > Catanzaro | 164,1 | Daniele Pietropolli | Daniele Pietropolli |
| 2ª     | 29 gennaio | Soverato > Vibo Valentia          | 195,1 | Oscar Gatto         | Daniele Pietropolli |
| 3ª     | 30 gennaio | Pizzo Calabro > Reggio Calabria   | 171,9 | Manuel Belletti     | Daniele Pietropolli |
| Totale | Totale     | Totale                            | 531,1 |                     |                     |

## Dettagli delle tappe

### 1ª tappa
- 28 gennaio: Melito di Porto Salvo > Catanzaro - 164,1 km

Risultati
| Pos. | Corridore           | Squadra       | Tempo    |
| ---- | ------------------- | ------------- | -------- |
| 1    | Daniele Pietropolli | Lampre-ISD    | 4h02'08" |
| 2    | Fabio Taborre       | Acqua & Sap.  | s.t.     |
| 3    | José Serpa          | Androni Gioc. | s.t.     |

| Pos. | Corridore           | Squadra       | Tempo    |
| ---- | ------------------- | ------------- | -------- |
| 1    | Daniele Pietropolli | Lampre-ISD    | 4h01'58" |
| 2    | Fabio Taborre       | Acqua & Sap.  | a 4"     |
| 3    | José Serpa          | Androni Gioc. | a 6"     |

### 2ª tappa
- 29 gennaio: Soverato > Vibo Valentia - 195,1 km

Risultati
| Pos. | Corridore         | Squadra      | Tempo    |
| ---- | ----------------- | ------------ | -------- |
| 1    | Oscar Gatto       | Farnese Vini | 5h21'14" |
| 2    | Daniel Oss        | Liquigas     | s.t.     |
| 3    | Francesco Gavazzi | Lampre-ISD   | s.t.     |

| Pos. | Corridore           | Squadra       | Tempo    |
| ---- | ------------------- | ------------- | -------- |
| 1    | Daniele Pietropolli | Lampre-ISD    | 9h23'12" |
| 2    | José Serpa          | Androni Gioc. | a 6"     |
| 3    | Daniel Oss          | Liquigas      | a 9"     |

### 3ª tappa
- 30 gennaio: Pizzo Calabro > Reggio Calabria – 171,9 km

Risultati
| Pos. | Corridore         | Squadra      | Tempo    |
| ---- | ----------------- | ------------ | -------- |
| 1    | Manuel Belletti   | Colnago      | 4h29'42" |
| 2    | Danilo Napolitano | Acqua & Sap. | s.t.     |
| 3    | Sacha Modolo      | Colnago      | s.t.     |

## Classifiche finali

### Classifica generale
| Pos. | Corridore           | Squadra       | Tempo     |
| ---- | ------------------- | ------------- | --------- |
| 1    | Daniele Pietropolli | Lampre-ISD    | 13h52'54" |
| 2    | José Serpa          | Androni Gioc. | a 6"      |
| 3    | Daniel Oss          | Liquigas      | a 9"      |
| 4    | Damiano Caruso      | Liquigas      | a 10"     |
| 5    | Fortunato Baliani   | D'Angelo      | s.t.      |
| 6    | Francesco Gavazzi   | Lampre-ISD    | a 11"     |
| 7    | Alessandro Proni    | Acqua & Sap.  | a 13"     |
| 8    | Pasquale Muto       | Miche         | a 15"     |
| 9    | Federico Canuti     | Colnago       | a 27"     |
| 10   | Francisco Vila      | De Rosa       | s.t.      |

### Classifica a punti
| Pos. | Corridore          | Squadra    | Tempo |
| ---- | ------------------ | ---------- | ----- |
| 1    | Federico Rocchetti | De Rosa    | 22    |
| 2    | Vitaliy Kondrut    | Lampre-ISD | 18    |
| 3    | Cristiano Benenati | De Rosa    | 12    |
| 4    | Stefano Pirazzi    | Colnago    | 10    |
| 5    | Norberto Wilches   | Meridiana  | 8     |

### Classifica scalatori
| Pos. | Corridore           | Squadra      | Tempo |
| ---- | ------------------- | ------------ | ----- |
| 1    | Stefano Pirazzi     | Colnago      | 5     |
| 2    | Francisco Vila      | De Rosa      | 4     |
| 3    | Daniele Pietropolli | Lampre-ISD   | 3     |
| 4    | Norberto Wilches    | Meridiana    | 3     |
| 5    | Fabio Taborre       | Acqua & Sap. | 2     |

### Classifica a squadre
| Pos. | Squadra                   | Tempo     |
| ---- | ------------------------- | --------- |
| 1    | Liquigas-Cannondale       | 41h39'31" |
| 2    | Lampre-ISD                | a 22"     |
| 3    | De Rosa-Ceramica Flaminia | a 52"     |
| 4    | Farnese Vini-Neri Sottoli | a 3'30"   |
| 5    | Miche-Guerciotti          | a 3'53"   |